# Суровичево
Суровичево или Соровичево (на гръцки: Αμύνταιο, Ам̀индео, катаревуса: Αμύνταιον, Ам̀индеон, до 1928 година: Σόροβιτς, С̀оровиц, на турски: Soroviç, Сорович) е град в Република Гърция, център на едноименния дем Суровичево (Аминдео) в област Западна Македония.

## География
Градът е разположен на 33 километра югоизточно от град Лерин (Флорина) в североизточната част на котловината Саръгьол на един километрър от южния бряг на Петърското езеро в подножието на планината Нидже. Планините Малка Нидже и Радош (Радош) отделят града от Леринското поле (Пелагония). Разположената на север от града махала Аналипси се води отделно селище.

## История

### През Античността
Районът на Суровичево се намира на важния в Античността и днес път Via Egnatia (Εγνατία Οδός). При разкопки на ниския хълм Гробища (Γκρούμπιστα), намиращ се на един километър южно от Суровичево, са открити остански от селище от елинистическата и римската епоха с мраморна статуя на Артемида и барелеф на Атина. През лятото на 2017 година е открита богато украсената Суровичевска римска вила от III век.

### В Османската империя
Суровичево е основано в средата на XVIII век, когато българите от околните планини се спускат в равнината и се заселват в близо до Петърското и Островското езеро. Населението се занимава предимно с лозарство и винарство, с което районът е известен и до днес. В 1848 година руският славист Виктор Григорович описва в „Очерк путешествия по Европейской Турции“ Суровичево като българско село.
Суровичево претърпява значителен подем, когато вследствие на разрастването на Руднишкото езеро центърът на Руднишката нахия е преместен от Рудник (днес Анаргири) в Суровичево. Тласък в развитието на селото дава строежа на железопътната линия Солун – Битоля в края на XIX век. Гара Суровичево, функционираща от 1892 година, не променя селския характер на селището, но му дава някои градски черти.
Александър Синве („Les Grecs de l’Empire Ottoman. Etude Statistique et Ethnographique“), който се основава на гръцки данни, в 1878 година пише, че в Соровица (Sorovitza), Мъгленска епархия, живеят 480 гърци. В „Етнография на вилаетите Адрианопол, Монастир и Салоника“, издадена в Константинопол в 1878 година и отразяваща статистиката на населението от 1873 година, Суровичево е споменато два пъти – веднъж под името Суроичево (Souroitchévo), като село в Леринска каза с 60 домакинства и 60 жители мюсюлмани и 130 българи и втори път като Сурвичево (Sourvitchévo) в каза Джумали с 90 домакинства и 305 жители българи.
В 1889 година Стефан Веркович пише за Суровичево:
| „ | На брега на Петриското езеро, на пясъчна почва е разположено село Соровичево с 19 мохамедански и 31 християнски къщи. Данъкът на мохамеданите е 1700 пиастри, а на християните българи – 4560 пиастри и отделно инание-аскерие от 1260 пиастри. Жителите се занимават със земеделие и производство на водка, която се слави по целия Битолски санджак. Продава се и в град Сачиста. Има 5 – 6 хана, построени на главния път за Лариса, който минава през това село. | “ |

Според статистиката на Васил Кънчов („Македония. Етнография и статистика“) в 1900 година Суровичево има 750 жители българи, 35 жители турци и 50 жители цигани.
На Етнографската карта на Битолския вилает на Картографския институт в София от 1901 година Суровичево е смесено село българи, власи, албанци и турци в Леринската каза на Битолския санджак със 118 къщи.
В началото на XX век половината от жителите на Суровичево са под върховенството на Българската екзархия и в селото функционират две български училища – основно и прогимназиално. Там учителка е Деца Алексова. По данни на секретаря на екзархията Димитър Мишев („La Macédoine et sa Population Chrétienne“) в 1905 година в селото има 304 българи екзархисти и 576 патриаршисти и 96 цигани. Разположено почти на етническата граница между българи и гърци Суровичево силно пострадва от насилията на гръцката въоръжена пропаганда в Македония през първото десетилетие на XX век. Така например на 13 март 1907 година андартска чета влиза в селото залавя шест жени на българи екзархисти и ги убива.
По време на Балканската война 5 души от Суровичево се включват като доброволци в Македоно-одринското опълчение.

### В Гърция
Суровичево е заето от гръцката армия по време на войната на 18 октомври 1912 година. След контранастъпление турците си връщат важния железопътен възел в прочутата битка при Суровичево, но скоро паланката попада отново в гръцки ръце. Гръцките власти започват терор над всички българи екзархисти, принуждавайки ги да се откажат от българщината и да се обявят за славяногласни гърци. В училищата започва да се преподава на гръцки. Част от видните българи са арестувани и експулсирани. Този антибългарски терор се засилва при избухването на Междусъюзническата война. В 1912 година Суровичево става център на дем, а първият му кмет е Григориос Николаидис. Първото гръцко преброяване от 1913 година показва 1105 жители. През 1918 година е понижено в община, но през 1946 година отново става център на дем. На 15 ноември 1918 година четата на Йован Бабунски избива в Суровичево местните българи Гьока Митредимев, Кръста Митредимев, Васил Гюшев, Никола Петрочанов и Григор Милачев.
През Първата световна война Суровичево се оказва в близост до фронтовата линия и през август 1916 година е освободено от Кавалерийската бригада на Първа българска армия при Леринската настъпателна операция след тежки боеве със сръбските Дринска, Вардарска и Дунавска дивизия. Но след съглашенското контранастъпление през октомври 1916 година Суровичево отново, този път завинаги, попада в гръцки ръце и бившият андартски капитан Стефос Григориу започва терор в Суровичево и околните села. Избити са всички попове, учители и просто видни българи в селата Пътеле, Суровичево и Петърско, между които поп Петре, Дине Даскето, Лазо Мишев, Михал Зунков, Коле Дашев и други. По време на войната в Суровичево са заселени бежански гъркомански (българи и власи) семейства от Битоля.
След като съглашенските сили изтласкват българските войски от района, там е организиран един от най-големите военнопленнически лагери, през който преминават стотици български войници, попаднали в плен. Мнозина от тях намират смъртта си зад телените мрежи от мизерните условия, предизвикали епидемии от заразни болести.
След войната заради гарата си Суровичево се превръща в естествения градски център на околните села. Българското население продължава да напуска селото. Преброяването от 1920 година показва 1514 жители. Боривое Милоевич пише в 1921 година („Южна Македония“), че Соровичево (Соровиђево) има 150 къщи славяни християни. В 1922 година в селото са заселени няколко гръцки бежански семейства от Мала Азия. През 1928 година Суровичево е прекръстено на Аминдео на името на цар Аминта I Македонски. Преброяването от същата година сочи 2148 жители.
В секретен доклад от 6 май 1932 година окръжното жандармерийско поделение на ном Лерин прави списък на 44 жители на Суровичево, които са „доказани българомислещи, опасни за гръцката държава“. По-младите са „синове на членове на българския комитет“, а за по-старите се посочват действията им като функционери на ВМОРО. През юни 1935 година военният съд в Лариса осъжда шестима суровичани на по 5 – 6 години затвор по обвинение, че са „български автономисти“. Друг жандармерийски доклад от 28 април 1939 показва, че в Суровичево „е повишен интересът към Радио София“.
Доклад на дипломата Ангел Петров от 18 май 1939 година разказва за посещението на гръцкия крал в Суровичево, след което кралят заявява на министър-председателя: „Обиколихме цяла Македония, главно номите Пела и Лерин и аз не чух населението да говори гръцки, а си служи с чужд език“.
Със започването на Итало-гръцката война през 1940 година терорът над българите в Суровичево и цяло Леринско се засилва. Така на 20 май 1940 петчленното семейство на Тодор Костадинов от Суровичево е експулсирано от страната, а на 31 май са изгонени без всякакъв багаж и 87-годишният Андон Митродинов и съпругата му. Преброяването от 1940 година показва 2650 жители.
След разгрома на Гърция от Нацистка Германия през април 1941 година в Суровичево е образуван български клуб, а много от жителите му влизат в българската защитна организация Охрана.
Веднага след изтеглянето на германските войски през ноември 1944 година терорът над българщината се възобновява.
В дописка от 31 март 1945 година гръцкият вестник „Фос“ пише:
| „ | Българите и комунистите продължават дейността си за автономията на Македония. Център на тази дейност не е само Суровичево, но и селата Екши Су, Агиос Пантелеймонас и Веви. От самите имена на водачите се установява ясно сътрудничество между комунистите и българите. Това са някогашните фактори на българската тайна полиция и водачи на българското движение в този край. | “ |

На 7 април е арестуван „българогласният Константин Илиядис или Гешов. В Суровичево при идването на германците той разкъсал гръцкото знаме и оттогава развивал пропаганда в полза на идеята за Велика България и ругаел всичко гръцко“.
През март 1946 година съдът в Лерин съди 70 души от Суровичево за „пробългарска агитация“ и участие в Охрана.
В 1957-1958 година в градчето излиза вестник „Македоникос Космос“.
Преброяванията от 1951, 1961 и 1971 година показват съответно 3279, 3861 и 3669 жители.
В 1972 година, в похода си срещу българското наследство в епархията, леринският митрополит Августин Кандиотис решава да разруши българската църква „Св. св. Константин и Елена“, като за целта са използвани танкове.
| Име               | Име         | Ново име    | Ново име    | Описание                                                     |
| ----------------- | ----------- | ----------- | ----------- | ------------------------------------------------------------ |
| Долища            | Ντολίστα    | Химари      | Χείμαρροι   |                                                              |
| Нови град         | Νόβι Γκράντ | Неаполис    | Νεάπολις    | връх на ЮИ от Суровичево и на ЮЗ от Нов град (728,7 m)       |
| Сулинаро          | Σουληνάρο   | Алтария     | Άλαταριά    | местност на З от Суровичево и на И от Горно Върбени          |
| Суровичка река    | Σόροβιτς    | Аминдас     | Άμύντας     | реката на Суровичево                                         |
| Суровишко         | Σοροβίσκο   | Аминдиотика | Άμυντιώτικα | местност на Ю от Суровичево и на ЮЗ от Нов град              |
| Змарли или Смарли | Σμάρλι      | И Сермили   | Ή Σερμύλη   | местност на СИ от Суровичево, по ЮИ бряг на Петърското езеро |

Преброявания
- 1920 - 1514 души
- 2001 - 3636 души
- 2011 - 3671 души

## Култура

### Забележителности
Сградата на 1 основно училище е обявена за паметник на културата.

## Личности
От Суровичево е Георги Филиповски (1919 – 2019), виден почвовед от Северна Македония, както и Георгиос Аргириадис (р. 1931) – гръцки писател. Йоргос Лянис (р. 1942) е гръцки журналист и политик, депутат от ПАСОК.